# Atherigona ochripes
Atherigona ochripes är en tvåvingeart som beskrevs av Deeming 1981. Atherigona ochripes ingår i släktet Atherigona och familjen husflugor.
Artens utbredningsområde är Uganda. Inga underarter finns listade i Catalogue of Life.